# Mark 'Oh

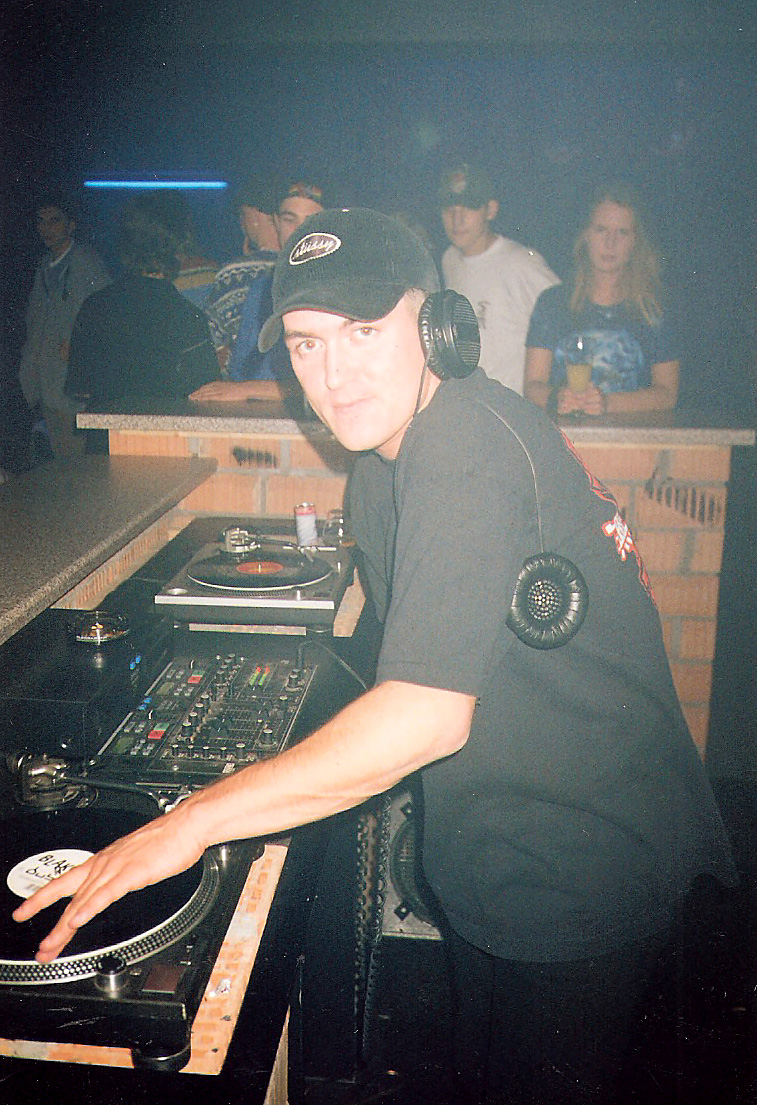

Mark 'Oh (geboren op 23 juni 1970 in Dorsten als Marko Albrecht) is een Duitse danceproducer. Hij is vooral bekend van zijn hit Tears don't lie.

## Biografie
Mark 'Oh werd op 23 juni 1970 als Marko Albrecht in Dorsten geboren. In 1986 richt hij de hardrockgroep Line Up op, waar hij zelf gitarist wordt. In 1990 verandert hij echter helemaal van stijl en wordt hij dj en producent. Na op een aantal grote rave- en technofeesten te hebben gedraaid, organiseert hij in 1993 zelf een feest: Randy, Never Stop That Feeling. Naar aanleiding van dat feest wordt de single Randy (never stop that feeling) uitgegeven, dat een populair ravenummer wordt. In Duitsland heeft hij ermee zijn eerste hit te pakken; het nummer komt tot #25 in de Duitse hitparade.
Met de opvolger breekt Mark 'Oh internationaal door. Love song wordt in verschillende Europese landen een hit en is in 1994 het populairste nummer tijdens de Love Parade in Berlijn. In Nederland haalt het de elfde plaats in de top 40. Het is echter pas met zijn derde single, waarmee hij zijn status als muziekproducent weet te vestigen. Tears don't lie wordt een #1-hit in Duitsland en staat in veel Europese landen hoog in de hitlijsten. Zowel in Nederland als in Vlaanderen komt de single op #2. Het nummer Tears don't lie is een versie van Soleado, bekend van het Daniel Sentacruz Ensemble. Ditzelfde nummer werd al eerder gecoverd als de schlager Tränen lügen nicht van Michael Holm en als het kerstlied When a child is born van Johnny Mathis.
Na het succes van Tears don't lie wordt in een aantal landen Randy (never stop that feeling) alsnog uitgebracht. In Nederland komt het nummer nu tot #16. Voor het verkoopsucces van dit jaar krijgt hij in 1996 de Duitse ECHO-prijs voor beste nationale artiest uitgereikt.
In 1995 en 1996 verschijnen nog de singles Droste, hörst du mich, I can get no (Wahaha), Tell me en Fade to grey, een cover van de gelijknamige hit van Visage, maar na dat laatste nummer neemt het succes van Mark'Oh af. Alleen in zijn eigen land weet hij daarna nog hits te scoren; vooral in samenwerking met anderen of onder andere namen. Zo neemt hij vanaf 1998 singles op met Cécile, John Davies, Daisy Dee, Mesh, Digital Rockers en Tjerk. In 1999 herwerkte Mark 'Oh de single The Sparrows and the Nightingales van de synthpopgroep Wolfsheim samen met John Davies, wat geapprecieerd werd. Zijn grootste succes heeft hij momenteel echter met Mandy & Randy, twee animatiepoppetjes die oorspronkelijk uit Mark 'Ohs videoclip Let this party never end uit 2002 stammen. De singles Mandy (2002, cover van Barry Manilows en Scott English' hit) en Nothing's gonna stop us now (2003, cover van Starships hit) wisten de Duitse top 10 te halen. Mandy & Randy's hit B-b-baby (Kiss me and repeat) uit 2005 is vooralsnog het laatste hitparadesucces van Mark 'Oh.

## Discografie

### Albums
| Album met eventuele hitnotering(en) in de Nederlandse Album Top 100 | Datum van verschijnen | Datum van binnenkomst | Hoogste positie | Aantal weken | Opmerkingen |
| ------------------------------------------------------------------- | --------------------- | --------------------- | --------------- | ------------ | ----------- |
| Never stop that feeling                                             |                       | 28-1-1995             | 9               | 13           |             |

### Singles
| Single met eventuele hitnotering(en) in de Nederlandse Top 40 | Datum van verschijnen | Datum van binnenkomst | Hoogste positie | Aantal weken | Opmerkingen |
| ------------------------------------------------------------- | --------------------- | --------------------- | --------------- | ------------ | ----------- |
| Love song                                                     |                       | 26-11-1994            | 11              | 10           |             |
| Tears don't lie                                               |                       | 21-1-1995             | 2               | 12           |             |
| Randy (never stop that feeling)                               |                       | 3-6-1995              | 16              | 5            | Alarmschijf |
| Fade to grey                                                  |                       | 5-10-1996             | 35              | 2            |             |

| Single met hitnotering(en) in de Vlaamse Ultratop 50 | Datum van verschijnen | Datum van binnenkomst | Hoogste positie | Aantal weken | Opmerkingen      |
| ---------------------------------------------------- | --------------------- | --------------------- | --------------- | ------------ | ---------------- |
| Tears don't lie                                      |                       | 1995                  | 1               |              | in de VRT Top 30 |
| Tears don't lie                                      |                       | 1-4-1995              | 5               | 7            |                  |

- Bibsys: 11039494
- Gemeinsame Normdatei: 134874072
- International Standard Name Identifier: 0000 0000 8458 5472
- MusicBrainz: 286c60d0-cade-4782-b726-69b7a1f9e590
- Nationale Bibliotheek van Tsjechië: mzk2003189316
- Virtual International Authority File: 17145970331232252580